# Hemischizocranium aloha
Hemischizocranium aloha är en insektsart som först beskrevs av Caldwell 1940.  Hemischizocranium aloha ingår i släktet Hemischizocranium och familjen spetsbladloppor. Inga underarter finns listade i Catalogue of Life.